# Luis Méndez (zapaśnik)
Luis Méndez – meksykański zapaśnik walczący w stylu klasycznym. Piąty na igrzyskach panamerykańskich w 1991. Srebrny medal na mistrzostwach panamerykańskich w 1989. Trzeci na igrzyskach Ameryki Środkowej i Karaibów w 1990 i na mistrzostwach Ameryki Centralnej w 1990 roku.